# NBA Šesti igrač godine
NBA Šesti igrač godine je nagrada National Basketball Associationa (NBA) za najboljeg šestog igrača. Nagrada je osnovana 1983. godine. Komisija sastavljena od sportskih novinara iz SAD-a i Kanade daje svoje glasove za igrače koje smatraju da su svojim doprinosima s klupe zaslužili ovu nagradu. Prvo mjesto donosi pet bodova, drugo tri boda, a treće mjesto jedan bod, tj. glas. Igrač koji ima najviše glasova osvaja nagradu, a glavni kriterij je da igrač ima više nastupa s klupe nego u startnoj petorci.
Čak 25 različitih igrača dobivalo je ovu nagradu dok su Kevin McHale, Ricky Pierce i Detlef Schremph jedini igrači koji su ovu nagradu osvajali dva puta. Samo su petorica igrača bili dobitnici ove nagrade koji su rođeni izvan Sjedinjenih država, a to su Toni Kukoč, Manu Ginobili, Detlef Schremph, Leandro Barbosa i Ben Gordon. Gordon je jedini igrač koji je ovu nagardu osvojio u svojoj rookie sezoni.

## Pobjednici
|           | Igrači koji su još aktivni                        |
|           | Igrači koji su izabrani u Košarkašku Kuću slavnih |
| Igrač (x) | Broj osvojenih nagrada                            |

| Sezona    | Igrač               | Pozicija     | Nacionalnost | Klub                   |
| --------- | ------------------- | ------------ | ------------ | ---------------------- |
| 1982./83. | Bobby Jones         | Krilo        | SAD          | Philadelphia 76ers     |
| 1983./84. | Kevin McHale        | Krilo/Centar | SAD          | Boston Celtics         |
| 1984./85. | Kevin McHale (2)    | Krilo/Centar | SAD          | Boston Celtics         |
| 1985./86. | Bill Walton         | Centar       | SAD          | Boston Celtics         |
| 1986./87. | Ricky Pierce        | Bek          | SAD          | Milwaukee Bucks        |
| 1987./88. | Roy Tarpley         | Krilo/Centar | SAD          | Dallas Mavericks       |
| 1988./89. | Eddie Johnson       | Krilo        | SAD          | Phoenix Suns           |
| 1989./90. | Ricky Pierce (2)    | Bek          | SAD          | Milwaukee Bucks        |
| 1990./91. | Detlef Schrempf     | Krilo        | Njemačka     | Indiana Pacers         |
| 1991./92. | Detlef Schrempf (2) | Krilo        | Njemačka     | Indiana Pacers         |
| 1992./93. | Clifford Robinson   | Krilo/Centar | SAD          | Portland Trail Blazers |
| 1993./94. | Dell Curry          | Bek/Krilo    | SAD          | Charlotte Hornets      |
| 1994./95. | Anthony Mason       | Krilo        | SAD          | New York Knicks        |
| 1995./96. | Toni Kukoč          | Krilo        | Hrvatska     | Chicago Bulls          |
| 1996./97. | John Starks         | Bek          | SAD          | New York Knicks        |
| 1997./98. | Danny Manning       | Krilo        | SAD          | Phoenix Suns           |
| 1998./99. | Darrell Armstrong   | Bek          | SAD          | Orlando Magic          |
| 1999./00. | Rodney Rogers       | Krilo        | SAD          | Phoenix Suns           |
| 2000./01. | Aaron McKie         | Bek          | SAD          | Philadelphia 76ers     |
| 2001./02. | Corliss Williamson  | Krilo        | SAD          | Detroit Pistons        |
| 2002./03. | Bobby Jackson       | Bek          | SAD          | Sacramento Kings       |
| 2003./04. | Antawn Jamison      | Krilo        | SAD          | Dallas Mavericks       |
| 2004./05. | Ben Gordon          | Bek          | SAD[a]       | Chicago Bulls          |
| 2005./06. | Mike Miller         | Krilo/Bek    | SAD          | Memphis Grizzlies      |
| 2006./07. | Leandro Barbosa     | Bek          | Brazil       | Phoenix Suns           |
| 2007./08. | Manu Ginóbili       | Bek          | Argentina    | San Antonio Spurs      |
| 2008./09. | Jason Terry         | Bek          | SAD          | Dallas Mavericks       |
| 2009./10. | Jamal Crawford      | Bek          | SAD          | Atlanta Hawks          |
| 2010./11. | Lamar Odom          | Krilo        | SAD          | Los Angeles Lakers     |
| 2011./12. | James Harden        | Bek          | SAD          | Oklahoma City Thunder  |
| 2012./13. | J. R. Smith         | Bek          | SAD          | New York Knicks        |
| 2013./14. | Jamal Crawford (2)  | Bek          | SAD          | Los Angeles Clippers   |
| 2014./15. | Louis Williams      | Bek          | SAD          | Toronto Raptors        |
| 2015./16. | Jamal Crawford (3)  | Bek          | SAD          | Los Angeles Clippers   |

Napomene
- a  Ben Gordon ima i britansko i američko državljanstvo jer je rođen u Engleskoj, a odgajan u SAD-u